# Callosobruchus
Callosobruchus – rodzaj chrząszcza z rodziny stonkowatych, zaliczany do podrodziny strąkowcowatych. Wiele gatunków chrząszczy z tego rodzaju znanych jest jako ważne z ekonomicznego punktu widzenia szkodniki, niszczące zmagazynowaną żywność.
Chrząszcze wyspecjalizowały się w wykorzystywaniu roślin strączkowych z plemienia Phaseoleae, z których wiele wykorzystywanych jest jako źródło pokarmu również przez ludzi. Wśród gospodarzy tego chrząszcza wymienia się fasolę złotą (Vigna radiata), fasolę azuki (V. angularis), Vigna umbellata, wspięgę wężowatą (Vigna unguiculata), Vigna subterranea, niklę indyjską (Cajanus cajan), wspięgę pospolitą (Lablab purpureus) i fasolę zwykłą (Phaseolus vulgaris). Można go spotkać również na grochu zwyczajnym, soczewicy jadalnej, ciecierzycy pospolitej i orzeszkach ziemnych.
Większość gatunków tego rodzaju pochodzi z Azji. Można spotkać je w ciepłych rejonach Starego Świata. Pojawiają się też na roślinach poza swych naturalnym zasięgiem występowania jako gatunki introdukowane. Przynajmniej 11 gatunków roślin strączkowych stanowi ich naturalnych gospodarzy, zaliczają się doń rośliny rosnące dziko i udomowione ręką ludzką. Część tych chrząszczy uznaje się za szkodniki, ponieważ dokonują inwazji na magazyny żywności, jak fasola czy soczewica. Składają jaja na nasionach, które spożywają rozwijające się później larwy. Osobniki dorosłe wydostają się z nasion C. maculatus szczególnie dobrze zaadaptował się do życia na suchej fasoli i nasionach, nie potrzebuje on dodatkowej wody do rozmnażania się. Może dokonywać inwazji magazynów ciecierzycy i infestować wszystkie nasiona.
C. maculatus stał się obiektem badań również na polu biologii rozrodu, dzięki konfliktowi pomiędzy parzącymi się samcem a samicą. Narządu rozrodcze samca pokrywają ostre kolce, które ranią samicę podczas kopulacji. Samica zaś posiada zwyczaj kopania samca podczas tego procesu
W rodzaju Callosobruchus wyróżnia się przynajmniej 20 gatunków
Gatunki:

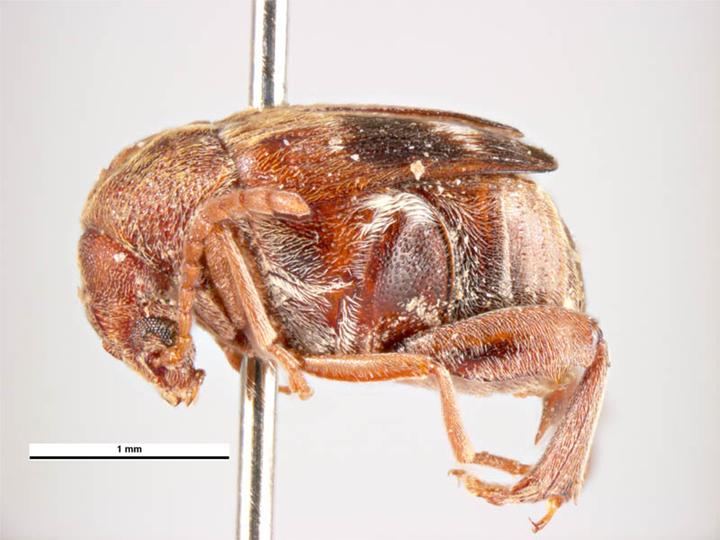
Callosobruchus analis
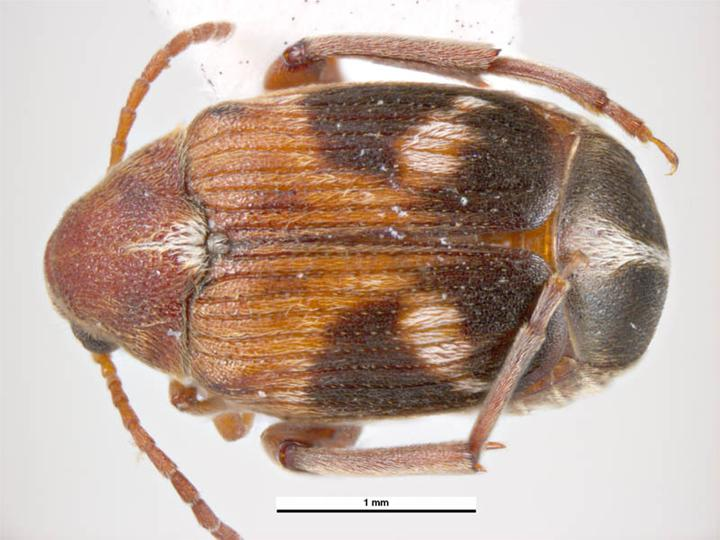
Callosobruchus chinensis
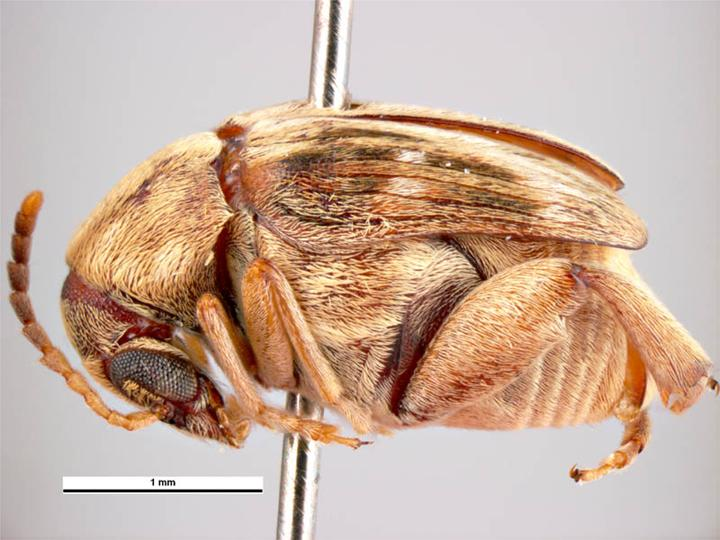
Callosobruchus dolichosi
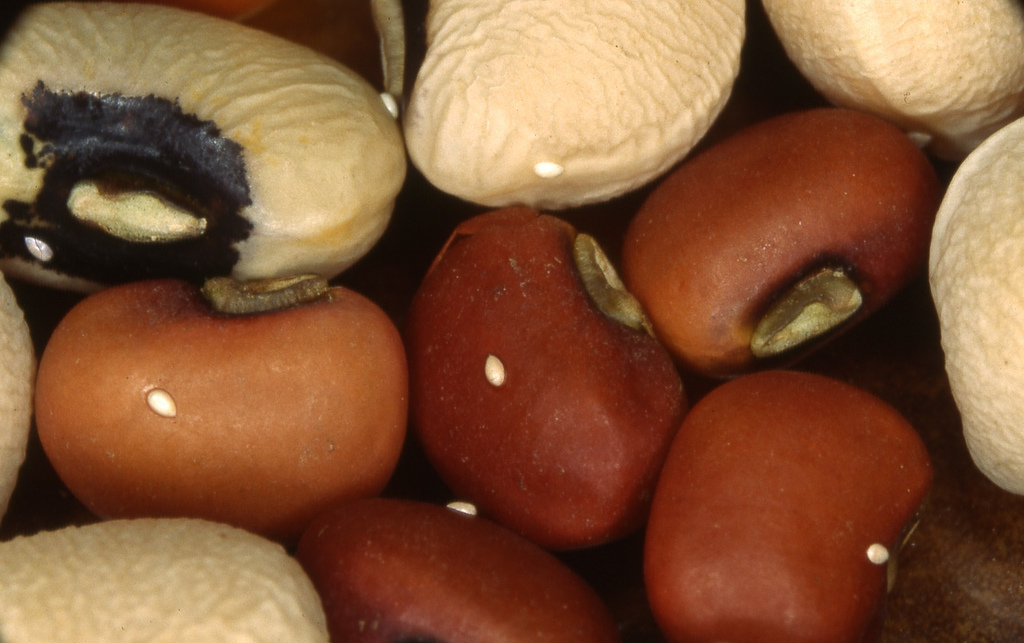
Jaja Callosobruchus na fasoli

- Callosobruchus imitator
- Callosobruchus latealbus
- Callosobruchus maculatus
- Callosobruchus nigripennis
- Callosobruchus phaseoli
- Callosobruchus pulcher
- Callosobruchus rhodesianus
- Callosobruchus semigriseus
- Callosobruchus subinnotatus
- Callosobruchus theobromae
- Callosobruchus utidai

- Callosobruchus analis
- Callosobruchus maculatus
- Callosobruchus phaseoli
- Jaja Callosobruchus na fasoli